# Taglio-Isolaccio
Taglio-Isolaccio är en kommun i departementet Haute-Corse på ön Korsika i Frankrike. Kommunen ligger i kantonen Fiumalto-d'Ampugnani som tillhör arrondissementet Corte. År 2022 hade Taglio-Isolaccio 609 invånare.

## Befolkningsutveckling
Antalet invånare i kommunen Taglio-Isolaccio
Referens:INSEE